# Anna Anderson
Anna Anderson (Borowy Las, Polonia, 16 de diciembre de 1896-Charlottesville, Virginia, 12 de febrero de 1984) fue la más conocida de varias mujeres que afirmaron ser la gran duquesa Anastasia de Rusia, la hija más joven del zar Nicolás II —último zar del Imperio ruso y su esposa, la zarina Alejandra, quienes fueron asesinados por los bolcheviques el 17 de julio de 1918, en Ekaterimburgo—. Pero la localización de su cuerpo se desconocía.
Anderson había sido internada en un hospital psiquiátrico en 1920, después de que intentara suicidarse en Berlín. Al principio fue registrada con el nombre Fräulein Unbekannt —literalmente en alemán «señorita desconocida»— debido a que rechazó revelar su identidad. Más tarde usaría el apellido Tschaikovsky y luego, Anderson. En marzo de 1922, las declaraciones de que era una gran duquesa rusa atrajeron por primera vez la atención pública. La mayor parte de los miembros de la familia de Anastasia y los que la conocían, incluyendo al tutor de la corte Pierre Gilliard, dijeron que era una impostora, pero otros estaban convencidos de que era Anastasia. Una investigación privada financiada por el hermano de la zarina, Ernesto Luis de Hesse-Darmstadt, gran duque de Hesse, realizada en 1927, la identificó como Franziska Schanzkowska, una obrera polaca con un historial de enfermedades mentales. Después de un pleito legal que se prolongó por varias décadas, los tribunales alemanes resolvieron que Anderson no había logrado demostrar que era Anastasia. Sin embargo, su reclamación alcanzó «notoriedad» debido a la amplia cobertura que recibió de los medios de comunicación.
Entre 1922 y 1968, vivió en los Estados Unidos y Alemania con varios de sus partidarios, además de permanecer ocasionalmente en sanatorios y asilos de ancianos. En 1968, viajó de nuevo a Estados Unidos y poco antes del vencimiento de su visado se casó con Jack Manahan, un profesor de Historia virginiano. Manahan fue calificado más adelante como «probablemente el excéntrico más querido de Charlottesville». Tras su muerte en 1984, el cuerpo de Anderson fue incinerado y sus cenizas fueron enterradas en el cementerio del castillo de Seeon, en Alemania. Después de la caída del comunismo se descubrió la ubicación de los cuerpos del zar, la zarina y sus cinco hijos, y múltiples laboratorios en diferentes países confirmaron su identidad por medio de pruebas de ADN. Las pruebas realizadas en una porción de su pelo y en muestras médicas de sus tejidos demostraron que el ADN de Anderson no correspondía con los restos de los Romanov o de sus parientes vivos. En cambio, su ADN mitocondrial coincidió con el de Karl Maucher, un sobrino nieto de Schanzkowska. Científicos, historiadores y las principales agencias de noticias aceptan que Anna Anderson era realmente Franziska Schanzkowska.

## Asesinato de la familia imperial rusa

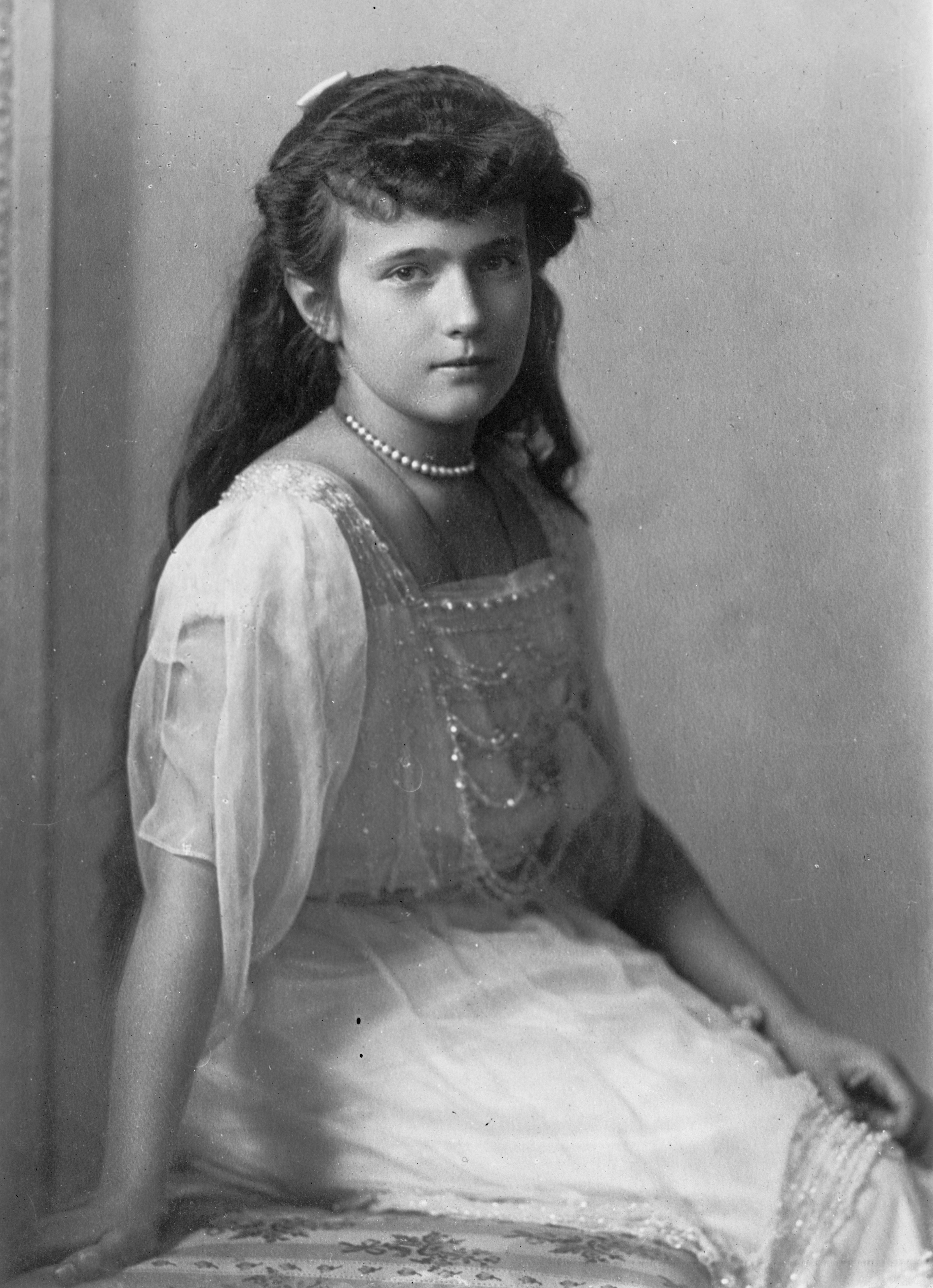
La gran duquesa Anastasia en 1914

Las primeras manifestaciones de la Revolución rusa se dieron en febrero de 1917 y ante la imposibilidad de controlar la situación, Nicolás II abdicó al trono el 15 de marzo de ese mismo año. Anastasia y su familia fueron puestos bajo arresto domiciliario en el palacio de Alejandro, en Tsárskoye Seló. Como las fuerzas bolcheviques se acercaban, Aleksandr Kérensky —que formaba parte del gobierno provisional— trasladó a la familia a Tobolsk, en Siberia. Después de que los bolcheviques tomaron el control de la mayor parte de Rusia, Anastasia y su familia fueron trasladados de nuevo, esta vez a la casa Ipátiev en Ekaterimburgo.
Tras la abdicación de Nicolás II, Rusia entró precipitadamente en una guerra civil (1918-1922). Las negociaciones para la liberación de la familia imperial entre los bolcheviques y el resto de la familia, muchos de ellos importantes miembros de casas reales europeas, se suspendieron. El Movimiento Blanco —compuesto por fieles seguidores del zar y de los principios de la autocracia—, cuyo brazo militar era conocido como Ejército Blanco o Guardia Blanca, avanzó sobre Ekaterimburgo poniendo al Ejército Rojo en una situación precaria. Cuando los «blancos» llegaron a la ciudad, la familia imperial simplemente había desaparecido. La teoría más ampliamente aceptada fue que habían sido ejecutados. A esta conclusión llegó Nicolás Sokolov, investigador del Movimiento Blanco, basándose en el descubrimiento de algunos artículos personales de la familia imperial que fueron encontrados en un pozo situado en la mina Ganina Yama.
Según la historiografía tradicional, Anastasia fue asesinada junto a toda su familia la noche del 17 de julio de 1918 en el sótano de la casa Ipátiev en Ekaterimburgo. Su muerte fue verificada por varios testigos presenciales. Yákov Yurovski, el comisario chequista encargado de la ejecución, declaró que toda la familia imperial, incluyendo a Anastasia y su séquito, habían sido ejecutados.
Sin embargo, también hubo algunos testigos presenciales que aseguraron que Anastasia había sobrevivido a la matanza. Entre ellos estaba el sastre vienés Heinrich Kleibenzetl, que vivía y trabajaba frente a la casa Ipátiev, pero no pudo aportar más prueba que su testimonio ante un tribunal en la década de 1960.

## Biografía

### Hospital psiquiátrico de Dalldorf (1920-1922)

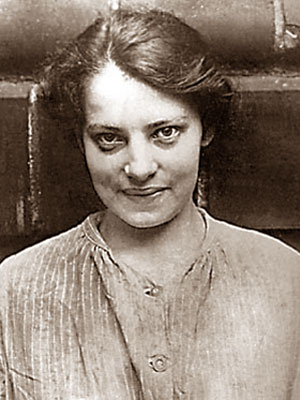
Anna Anderson en 1920

El 27 de febrero de 1920, una joven intentó quitarse la vida en Berlín saltando del puente Bendler al Landwehrkanal. Fue rescatada por un sargento de policía y admitida en el Hospital Elisabeth de Lützowstrasse. Como no traía papeles y rehusó identificarse, fue admitida como Fräulein Unbekannt —señorita desconocida— en un hospital psiquiátrico en Dalldorf —que ahora corresponde a Wittenau, en Reinickendorf—, donde permanecería durante los siguientes dos años. Tenía cicatrices en su cabeza y abdomen. Cuando la interrogaron habló en alemán, con un acento descrito por el personal médico como «ruso».
A principios de 1922, Clara Peuthert, una compañera del psiquiátrico, aseguró que la mujer desconocida era la gran duquesa Tatiana, la segunda de las cuatro hijas del zar Nicolás II de Rusia: Olga, Tatiana, María y Anastasia. A su salida del hospital, Peuthert buscó al capitán Nicholas von Schwabe, un emigrado ruso, y le dijo que había visto a Tatiana en Dalldorf. Schwabe visitó el hospital y aceptó a la mujer como Tatiana. Además convenció a otros emigrados de visitar a la mujer desconocida, incluyendo a Zinaida Tolstoy, una amiga de la zarina Alejandra. Finalmente, la baronesa Sophie Buxhoeveden, una antigua dama de compañía de la zarina, visitó el hospital acompañando a Tolstoy. En cuanto vio a la mujer, Buxhoeveden declaró: «es demasiado pequeña para ser Tatiana», y salió convencida de que la mujer no era la gran duquesa. Unos días más tarde, la desconocida aclaró: «yo no dije que era Tatiana».
Una enfermera de Dalldorf, Thea Malinovsky, afirmó años después de que la paciente saliera del hospital, que le había dicho que ella era Anastasia en el otoño de 1921. Sin embargo, la misma paciente no podía recordar el incidente. Sus biógrafos han ignorado la afirmación de Malinovsky, o apenas la mencionan en su narrativa.

### Alemania y Suiza (1922-1927)
Hacia mayo de 1922, la mujer había convencido a Peuthert, Schwabe y Tolstoy de ser Anastasia. Buxhoeveden dijo que no había ninguna semejanza. Fue sacada del hospital y recibida en Berlín, en casa del barón Arthur von Kleist, un emigrado que había sido jefe de policía en la Polonia rusa antes de la caída del zar. El policía de Berlín que manejó el caso, el detective inspector Franz Grünberg, pensaba que Kleist «podría haber tenido motivos ulteriores, como se sugirió en círculos émigré: si las viejas condiciones alguna vez fueran restauradas en Rusia, esperaba tener un gran avance por haber cuidado de la joven». Ella comenzó a usar el nombre de Anna Tschaikovsky, aunque Peuthert «la describiera por todas partes como Anastasia». Tschaikovsky se quedó en las casas de sus conocidos, incluyendo a Kleist, Peuthert, una familia pobre de clase obrera llamada Bachmann y en la propiedad del inspector Grünberg en Funkenmühle, cerca de Zossen. En Funkenmühle, Grünberg le pidió a la hermana de la zarina, la princesa Irene de Hesse-Darmstadt, que se encontrara con ella, pero Irene no la reconoció. Grünberg también arregló una visita de la princesa Cecilia de Prusia, pero Tschaikovsky rehusó hablar con ella y Cecilia quedó confusa con el encuentro. Más tarde, en los años 1950, Cecilia firmó una declaración afirmando que Tschaikovsky era Anastasia, pero sus familiares disputaron la declaración y sugirieron que sufría de demencia.
Hacia 1925, Tschaikovsky había desarrollado una infección tuberculosa en un brazo y fue internada en una sucesión de hospitales para su tratamiento. Enferma y cerca de la muerte, perdió mucho peso. Fue visitada por el ayuda de cámara de la zarina, Alexei Volkov; el tutor de Anastasia, Pierre Gilliard; su esposa, Shura, que había sido niñera de Anastasia y la hermana del zar, la gran duquesa Olga Aleksándrovna Románova. Aunque expresaron compasión, quizá solo por la enfermedad de Tschaikovsky, y no hicieron ninguna declaración pública inmediata, finalmente todos negaron que fuera Anastasia.
En marzo de 1926 convaleció en Lugano con Harriet von Rathlef, a cargo del tío abuelo de Anastasia, el príncipe Valdemar de Dinamarca, quien estaba dispuesto a brindar ayuda material a Tschaikovsky por medio del embajador danés en Alemania, Herluf Zahle, mientras su identidad era investigada. Para permitirle viajar, la Oficina de Extranjería de Berlín le emitió un certificado temporal de identidad como «Anastasia Tschaikovsky», con los datos personales de la gran duquesa. Después de una discusión con von Rathlef, fue trasladada en junio de 1926 al Sanatorio Stillachhaus en Oberstdorf, en los Alpes bávaros, y von Rathlef fue devuelta a Berlín.
En Oberstdorf, fue visitada por Tatiana Melnik —antes Botkin—. Melnik era sobrina de Serge Botkin, jefe de la oficina de refugiados rusos en Berlín, e hija del doctor Eugene Botkin, médico personal de la familia imperial, que había sido asesinado por los comunistas junto a la familia del zar en 1918. Tatiana había conocido a la gran duquesa Anastasia cuando era niña y había hablado con ella por última vez en febrero de 1917. Para Melnik, Tschaikovsky se parecía a Anastasia, aunque dijo: «la boca ha cambiado y se ha vuelto perceptiblemente vulgar y debido a que la cara es tan delgada, su nariz luce más grande de lo que era». Melnik escribió en una carta: «Su actitud es la de un niño y no puede ser contada totalmente como un adulto responsable, sino que debe ser conducida y dirigida como un niño. No solo ha olvidado los idiomas, en general perdió la capacidad de narrar con exactitud [...] aun las historias más simples las dice incoherente e incorrectamente; son realmente solo palabras enlazadas en un alemán de gramática extremadamente incorrecta [...]. Su defecto es obviamente en su memoria y discernimiento». Melnik declaró que Tschaikovsky era Anastasia y consideró que cualquier incapacidad de su parte para recordar los acontecimientos y su rechazo a hablar en ruso, eran causados por su deteriorado estado físico y psicológico. Ya fuera por un deseo sincero «de ayudar a la débil memoria de la paciente», o como parte de un embuste deliberado, Melnik entrenó a Tschaikovsky con detalles de la vida de la familia imperial.

### Castillo de Seeon (1927)

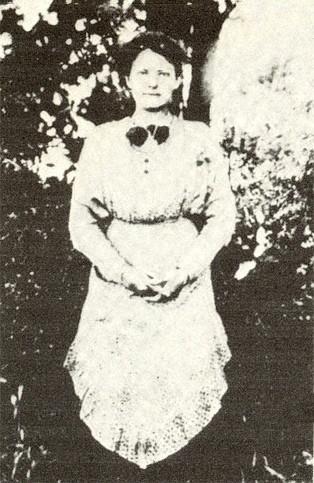
Franziska Schanzkowska, c. 1913

En 1927, bajo la presión del resto de la familia, Valdemar resolvió retirar el apoyo financiero a Tschaikovsky y los fondos procedentes de Dinamarca fueron cortados. El duque Jorge de Leuchtenberg, pariente distante del zar, le dio alojamiento en el castillo de Seeon. El hermano de la zarina, Ernesto Luis, gran duque de Hesse, contrató a un detective privado, Martin Knopf, para investigar la reclamación de Tschaikovsky. Durante su permanencia en el castillo de Seeon, Knopf reportó que Tschaikovsky era en realidad una obrera polaca llamada Franziska Schanzkowska.
Schanzkowska había trabajado en una fábrica de municiones durante la Primera Guerra Mundial, poco después de la muerte de su prometido en el frente, una granada cayó de su mano y explotó. Ella se hirió en la cabeza y un capataz murió en su presencia. Se volvió apática y depresiva, y fue declarada insana el 19 de septiembre de 1916, por lo que permaneció un tiempo en dos hospitales psiquiátricos. A principios de 1920, fue reportada como desaparecida de su vivienda en Berlín y desde entonces su familia no volvió a verla o a tener noticias de ella.
En mayo de 1927, el hermano de Franziska, Felix Schanzkowski, fue presentado a Tschaikovsky en una posada local en Wasserburg, cerca del castillo de Seeon. El hijo de Leuchtenberg, Dimitri, estaba seguro de que Tschaikovsky era una impostora y que fue reconocida por Felix como su hermana; pero la hija de Leuchtenberg, Natalie, permaneció convencida de su autenticidad. Leuchtenberg mismo era ambivalente. Según un reporte, al principio Schanzkowski declaró que era su hermana Franziska, pero en la declaración jurada que firmó, habló solo de «una fuerte semejanza», destacó diferencias físicas y dijo que Tschaikovsky no lo reconoció. Años más tarde, la hija de Schanzkowski dijo en entrevistas pagadas que su padre sabía que la mujer era su hermana, pero había decidido dejarla en su nueva vida, que era mucho más cómoda que cualquier alternativa.
Los visitantes en Seeon incluyeron al príncipe Félix Yusupov, marido de la princesa Irina Alexándrovna de Rusia, que escribió: «Demando categóricamente que ella no es Anastasia Nikoláyevna, es solamente una aventurera, enferma de histeria y una actriz espantosa. Simplemente no puedo entender como alguien puede tener duda de esto. Si usted la hubiera visto, estoy convencido que retrocedería horrorizado ante el pensamiento de que esta criatura espantosa pudiera ser una de las hijas de nuestro zar». Sin embargo, otros visitantes como Felix Dassel, un oficial a quien Anastasia había visitado en el hospital en 1916, y Gleb Botkin, que conocía a Anastasia desde niño y era hermano de Tatiana Melnik, estaban convencidos de que Tschaikovsky era auténtica.

### Estados Unidos (1928-1931)
Hacia 1928, el reclamo de Tschaikovsky había recibido interés y atención en los Estados Unidos, donde Gleb Botkin había publicado algunos artículos en apoyo a su causa. Esta publicidad captó la atención de una amiga de la infancia de Anastasia, Xenia Leeds, una antigua princesa rusa que se había casado con un rico industrial norteamericano. Botkin y Leeds solicitaron que Tschaikovsky viajara a los Estados Unidos en el transatlántico Berengaria, con los gastos a cargo de Leeds. En el transcurso de su viaje desde Seeon, hizo una parada en París donde se encontró con el gran duque Andrei Vladimirovich, primo del zar, quien después de conocerla creyó que era Anastasia. Durante seis meses Tschaikovsky vivió en la propiedad de la familia Leeds en Oyster Bay.

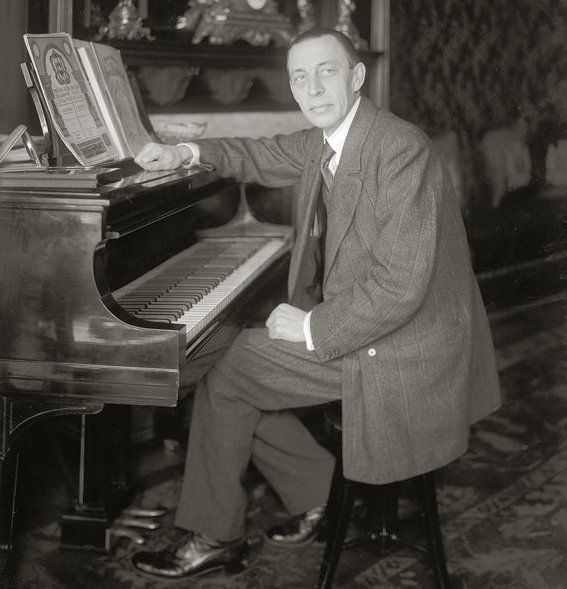
El pianista y compositor Serguéi Rajmáninov pagó la estancia de Anna en el Hotel Garden City de Long Island, donde ella usó por vez primera el apellido Anderson.

Como se acercaba la fecha del décimo aniversario del asesinato del zar, en julio de 1928, Botkin le encargó al abogado Edward Fallows supervisar los movimientos legales para obtener cualquier propiedad de este fuera de la Unión Soviética. Como la muerte del zar no había sido probada, las propiedades solo podrían ser liberadas a sus familiares 10 años después de la supuesta fecha de su muerte. Fallows estableció una empresa llamada la Corporación Grandanor —un acrónimo de gran duquesa Anastasia de Rusia que en inglés se escribe Grand Duchess Anastasia of Russia— y procuró conseguir fondos vendiendo por anticipado partes de las propiedades. Tschaikovsky declaró que el zar había depositado dinero en el extranjero, lo que alimentó los rumores infundados de que existía una gran fortuna de los Romanov en Inglaterra. Los familiares sobrevivientes de los Romanov acusaron a Botkin y Fallows de cazafortunas, y Botkin los acusó de intentar estafarle su herencia a «Anastasia». Excepto por un depósito relativamente pequeño en Alemania, que fue distribuido entre los familiares reconocidos del zar, nunca se encontró ningún dinero. Después de una disputa, posiblemente debida a la reclamación de Tschaikovsky de las propiedades —pero no por su reclamación de ser Anastasia—, esta se mudó de la mansión Leeds y el pianista Serguéi Rajmáninov hizo arreglos para colocarla en el Hotel Garden City en Hempstead, Long Island, y más tarde en una pequeña casita de campo. Para evitar a la prensa, fue registrada como la Sra. Anderson, nombre por el cual fue conocida posteriormente.
En octubre de 1928, después de la muerte de la madre del zar, la emperatriz María, las doce personas más cercanas al zar se encontraron en el entierro y firmaron una declaración en la que denunciaban a Anderson como impostora. La «declaración de Copenhague», como vendría a ser conocida, explicaba: «Nuestro sentido del deber nos obliga a declarar que la historia es solo un cuento de hadas. La memoria de nuestra querida finada sería desacreditada si permitiéramos que esta fantástica historia se extendiera y ganara credibilidad». Gleb Botkin contestó con una carta pública a la gran duquesa Xenia Alexandrovna de Rusia, donde se refirió a la familia como «avara y sin escrúpulos» y declaró que solo denunciaban a Anderson por dinero.
A partir de principios de 1929, Anderson vivió con Annie B. Jennings, una rica solterona de Park Avenue, que estaba feliz de recibir a quien suponía era la hija del zar. Durante dieciocho meses fue el centro de atención de la sociedad de Nueva York. Entonces comenzó con un patrón de comportamiento autodestructivo que culminó con rabietas desconcertantes, mató a su periquito favorito, y en una ocasión, corrió desnuda por la azotea. El 24 de julio de 1930, el juez Peter Schmuck de la Suprema Corte de Nueva York, firmó una orden para internarla en un hospital psiquiátrico. Antes de que pudieran llevársela se encerró en su habitación y tuvieron que derribar la puerta con un hacha. Fue llevada por la fuerza al Sanatorio Four Winds en el Condado de Westchester, en el estado de Nueva York, donde permaneció por más de un año. En agosto de 1932, volvió a Alemania acompañada por una enfermera privada, en una cabina cerrada del transatlántico Deutschland. Jennings pagó por el viaje, la permanencia en el sanatorio de Westchester y una cura adicional de seis meses en el ala psiquiátrica de una clínica para ancianos en Ilten, cerca de Hannover. A su llegada a Ilten fue diagnosticada sana, pero como el cuarto fue pagado por adelantado y no tenía a donde ir, se quedó en una suite en las instalaciones del sanatorio.

### Alemania (1931-1968)
El regreso de Anderson a Alemania generó el interés de la prensa y atrajo a más miembros de la aristocracia alemana a su causa. Nuevamente inició una vida itinerante como invitada de sus admiradores. En 1932, el tabloide británico News of the World publicó una historia sensacionalista acusándola de ser una actriz rumana que cometía un fraude. Fallows los demandó por libelo, pero el largo caso prosiguió hasta el estallido de la Segunda Guerra Mundial, para ese tiempo, el caso fue desestimado porque Anderson vivía en Alemania y los residentes alemanes no podían demandar en países enemigos. A partir de 1938, sus abogados en Alemania impugnaron la distribución de las propiedades del zar a sus familiares reconocidos y ellos a su vez impugnaron su identidad. El pleito continuó de forma intermitente y sin llegar a una resolución durante décadas; Lord Mountbatten movió algunas de sus influencias alemanas en los procesos legales contra Anderson. Las medidas dilatorias lo convirtieron en el pleito civil más largo en la historia de Alemania.
Anderson tuvo un encuentro final con la familia Schanzkowski en 1938. Gertrudis Schanzkowska insistió en que se trataba de su hermana Franziska, pero el gobierno Nazi había arreglado la reunión para determinar la identidad y de ser aceptada como Schanzkowska habría sido encarcelada. La familia Schanzkowski rechazó firmar declaraciones juradas en su contra y no se tomó ninguna acción. En 1940, Edward Fallows murió prácticamente indigente, después de gastar su propio dinero en la tentativa de obtener la fortuna inexistente del zar para la Corporación Grandanor. Hacia el final de la guerra, Anderson vivió en Schloss Winterstein, con Louise de Sajonia-Meiningen, en lo que se convirtió en la zona de ocupación soviética. En 1946, el príncipe Federico de Sajonia-Altenburg le ayudó a cruzar la frontera a Bad Liebenzell en la zona de ocupación francesa.
El príncipe Federico la colocó en los antiguos cuarteles del ejército en el pequeño pueblo de Unterlengenhardt, en el límite de la Selva Negra, donde se transformó en una especie de atracción turística. Lili Dehn, una amiga de la zarina Alejandra, la visitó y la reconoció como Anastasia, pero cuando se encontró con Charles Sydney Gibbes, el tutor inglés de los niños imperiales, este la denunció como un fraude. «Si esto es la gran duquesa Anastasia», dijo, «yo soy chino». En una declaración jurada afirmó: «Ella no se parece de ninguna manera a la verdadera gran duquesa Anastasia que yo conocí [...]. Estoy completamente seguro de que es una impostora». Anna se convirtió en una reclusa rodeada de gatos y su casa comenzó a deteriorarse. En mayo de 1968 fue llevada a un hospital en Neuenbürg después de ser encontrada semiconsciente en su casita de campo. En su ausencia, Federico limpió la propiedad por orden del comité local de salud. También mataron a su perro, un pastor irlandés, y sesenta gatos. Horrorizada por esto, Anderson aceptó la oferta de su antiguo partidario Gleb Botkin de mudarse a los Estados Unidos.

### Últimos años (1968-1984)
Botkin vivía en la ciudad universitaria de Charlottesville, Virginia, y uno de sus amigos locales, el profesor de historia y genealogista John Eacott Manahan, pagó el viaje de Anderson a los Estados Unidos. Entró al país con una visa de visitante de seis meses y poco antes de que expirara se casó con Manahan, que era veinte años menor, en una ceremonia civil el 23 de diciembre de 1968. Botkin fue el padrino. John Manahan disfrutaba de este matrimonio por conveniencia, y se describía como «el gran duque en espera», o «el yerno del zar». La pareja vivió en dormitorios separados en una casa dentro del círculo universitario de Charlottesville y también poseían una granja cerca de Scottsville. Botkin murió en diciembre de 1969. En febrero del año siguiente los pleitos legales finalmente terminaron, ninguno de los lados logró establecer la identidad de Anderson.
John y Anderson, ahora llamada legalmente Anastasia Manahan, fueron conocidos en el área de Charlottesville por su excentricidad. Aunque Jack Manahan era rico, vivían en la miseria con numerosos perros y gatos y montones de basura. El 20 de agosto de 1979, Anderson fue llevada al Hospital Martha Jefferson de Charlottesville con una obstrucción intestinal. Le fue extirpado un tumor gangrenoso y una porción de intestino por el doctor Richard Shrum.
Con la salud de ambos debilitada, Anderson fue internada en un asilo en noviembre de 1983, y el abogado William Preston fue designado su guardián por el tribunal local de circuito. Días más tarde, Manahan «secuestró» a Anderson del hospital, durante tres días condujeron por los alrededores de Virginia y comían en el exterior de tiendas de conveniencia. Después de una alarma policíaca en trece estados fueron encontrados y Anderson fue devuelta a las instalaciones de cuidado. En enero pudo haber tenido un derrame cerebral y el 12 de febrero de 1984 murió de pulmonía. Fue incinerada el mismo día y sus cenizas posteriormente enterradas en el cementerio del castillo de Seeon, el 18 de junio de 1984.

## Pruebas de ADN
En 1991, los cuerpos del zar Nicolás II, la zarina Alejandra y tres de sus hijas fueron exhumados de una fosa común cerca de Ekaterimburgo. Se les identificó tanto por análisis esquelético, como por pruebas de ADN. Por ejemplo, se usó ADN mitocondrial para establecer relaciones maternas y el ADN mitocondrial de los huesos femeninos coincidió con el del príncipe Felipe, duque de Edimburgo, cuya abuela materna, la princesa Victoria de Hesse-Darmstadt, era hermana de Alejandra. Los cuerpos del zarévich Alexei y la hija restante fueron descubiertos en 2007. Pruebas de ADN repetidas e independientes confirmaron que los restos encontrados eran de los siete miembros de la familia Romanov y demostraron que ninguna de las cuatro hijas del zar sobrevivió a la ejecución.
Una muestra de tejido de Anderson, parte de su intestino extirpado durante su operación en 1979, había sido almacenada en el Hospital Martha Jefferson de Charlottesville, Virginia. El ADN mitocondrial de Anderson fue extraído de la muestra y comparado con el de los Romanov y sus familiares. No coincidió con el del duque de Edimburgo o el de los huesos, confirmando que Anderson no era Anastasia. Sin embargo, la muestra sí coincidió con el ADN proporcionado por Karl Maucher, sobrino nieto de Franziska Schanzkowska, indicando que Maucher y Anderson estaban relacionados por línea materna y que Anderson era Schanzkowska. Cinco años después de realizar la prueba original, el doctor Terry Melton del Departamento de Antropología, de la Universidad Estatal de Pensilvania, declaró que la secuencia de ADN que liga a Anderson con la familia Schanzkowska seguía «siendo única», aunque la base de datos de patrones de ADN del Laboratorio de Identificación de las Fuerzas Armadas había crecido mucho, lo que conducía a «incrementar la confianza de que Anderson era en realidad Franziska Schanzkowska».
Asimismo, algunos cabellos de Anderson encontrados dentro de un sobre en un libro que perteneció a su marido, Jack Manahan, también fueron probados. El ADN mitocondrial del cabello coincidió con la muestra de tejido del hospital y la de Karl Maucher, pero no con los restos de los Romanov o con sus parientes vivos.

## Refutaciones posteriores
En el libro titulado The Riddle of Anna Anderson (La Incógnita de Anna Anderson), escrito por el historiador norteamericano Peter Kurth, quien ha publicado diversas investigaciones sobre los Romanov y concretamente sobre Anastasia, se afirma que los resultados de ADN publicados en la prensa podrían ser refutables. Kurth menciona que los cadáveres pudieron haber sido manipulados por el gobierno ruso, lo mismo que la sangre del sobrino nieto de Franziska Schanzkowzka por intereses particulares, tal como es el caso de la herencia y fortuna atribuida a los Romanov vivos que tendría que ser compartida con los herederos de Anderson de serles favorables los exámenes.
En resumen, Kurth afirma que:
- Los restos que los investigadores afirman tomar de Anna Anderson para hacer los exámenes de ADN no se ha demostrado auténticos.
- El esqueleto de la que los investigadores dicen es Anastasia mide 1,67 m y los esqueletos de otras dos supuestas hermanas midieron 1,60 m y 1,65 m, respectivamente, pero resulta que Anastasia medía en realidad menos de 1,60 m, ya que era la más baja de las cuatro. Esto significaría que ahora los investigadores señalarían a Anastasia como la más alta.
- Anna Anderson medía 1,57 m, igual que Anastasia; pero Franziska, de acuerdo con testimonios de sus familiares, era más alta.
- Franziska usaba zapatos medida 39, Anna los usaba del 36.
- El cabello de Franziska era oscuro, casi negro y el de Anna era rojizo.
- Los dientes también eran diferentes entre las dos mujeres. Anna tenía una malformación en los pies conocida como «hallux valgus», idéntica a la de Anastasia. Franziska no la tenía.
- Anna y Anastasia tenían las mismas marcas producidas por las balas en Ekaterimburgo, la misma estatura, el mismo color de pelo, de ojos y una cicatriz en la frente exactamente igual. Las orejas, según se aprecia en el estudio comparativo (posterior a las pruebas de ADN) de las fotografías de ambas, eran idénticas.

## Evaluación
Aunque los bolcheviques habían asesinado a toda la familia imperial de los Romanov en julio de 1918, incluso a la gran duquesa Anastasia de diecisiete años, la desinformación comunista alimentó durante muchos años los rumores de que algunos miembros de la familia del zar habían sobrevivido. Los contradictorios rumores sobre la suerte de la familia permitieron a los impostores hacer reclamaciones falsas de ser un Romanov sobreviviente.
La mayoría de los impostores fueron descartados, sin embargo, la reclamación de Anderson persistió. Algunos libros y panfletos apoyando sus afirmaciones incluían el de Harriet von Rathlef, Anastasia, ein Frauenschicksal als Spiegel der Weltkatastrophe (Anastasia, el destino de la mujer como un espejo de la catástrofe mundial), publicado en Alemania y Suiza en 1928, aunque fue serializado por el diario Berliner Nachtausgabe en 1927. Fue contrarrestado por obras como La Fausse Anastasia (La falsa Anastasia), de Pierre Gilliard y Constantin Savitch, publicado por Payot de París en 1929. Los testimonios conflictivos y las evidencias físicas, como la comparación de las características faciales, que alternativamente apoyaban y contradecían los argumentos de Anderson, se emplearon para reforzar o contrarrestar la creencia de que era Anastasia. En ausencia de cualquier prueba documental directa o evidencia física sólida, la cuestión de si Anderson era Anastasia fue para muchos «un asunto de creencia personal». Como la misma Anderson dijo en su propia forma de expresarse en inglés: «Usted lo crea o no lo crea. No importa. En cualquiera de las formas que sea». Los tribunales alemanes no fueron capaces de decidir sobre su reclamación en un sentido o en otro, y finalmente, después de cuarenta años de deliberación, declararon que «no estaba establecida, ni refutada». El doctor Günter von Berenberg-Gossler, abogado de los oponentes de Anderson en los últimos años de la causa judicial, explicó que durante los procesos alemanes «la prensa siempre estuvo más interesada en reportar su lado [de Anderson] de la historia, que la perspectiva menos atractiva del bando opuesto, los editores a menudo presionaban a los periodistas a reportar los informes testimoniales presentados a su favor e ignorar las refutaciones, por lo que el público rara vez obtenía un panorama completo».
En 1957, una versión de la historia de Anderson reconstruida por sus partidarios e intercalada con comentarios de Roland Krug von Nidda, fue publicada en Alemania bajo el título Ich, Anastasia, Erzähle (Yo, Anastasia, una autobiografía). En el libro se incluía un «cuento fantástico», según el cual Anastasia escapó de Rusia en un carromato con un hombre llamado Alexander Chaikovski, con quien se casó y tuvo un hijo, posteriormente este hombre fue asesinado a tiros en una calle de Bucarest, y el niño, Alexei, desapareció en un orfanato. Incluso los partidarios de Anderson admitieron que los detalles de la supuesta fuga «podían parecer una atrevida fantasía, hasta para un dramaturgo», mientras que sus detractores la consideraron «una historia poco creíble, como una pieza romántica inverosímil». Otras obras basadas en la premisa de que Anderson era Anastasia, escritas antes de las pruebas de ADN, incluyen las biografías de Peter Kurth Blair y James Lovell. Las más recientes biografías de John Klier, Robert Massie y Francés Welch, que la describen como una impostora, fueron escritas después de que las pruebas de ADN demostraron que no era Anastasia.
Las evaluaciones varían en cuanto a si fue un fraude deliberado, una joven mujer traumatizada que buscaba adoptar una nueva identidad o que era utilizada por quienes la apoyaban para sus propios fines. Pierre Gilliard la acusó de ser «una astuta psicópata». El escritor Michael Thornton pensaba: «en alguna parte del camino ella rechazó y perdió a Schanzkowska. Perdió a esa persona totalmente y aceptó ser esta nueva persona. Creo que ocurrió por accidente y luego fue arrastrada por una ola de euforia». Lord Mountbatten, primo hermano de los niños Romanov, creía que sus partidarios «simplemente se hacen ricos con las regalías de los nuevos libros, artículos en revistas, obras de teatro, etc». El príncipe Miguel Romanov, nieto de la gran duquesa Xenia Alexandrovna de Rusia, declaró que la familia siempre supo que Anderson era un fraude, y que la veían a ella y a «ese circo de tres pistas danzando a su alrededor, con la creación de libros y películas, como un vulgar insulto a la memoria de la familia imperial».

### Representaciones de ficción

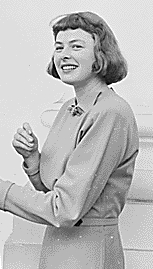
Ingrid Bergman ganó un Óscar a mejor actriz por su papel de Anna/Anastasia en la película de 1956 Anastasia, inspirada en la reclamación de Anderson y, en su mayor parte, ficción.

Desde la década de 1920 muchas obras de ficción se inspiraron en la afirmación de Anderson de que era Anastasia. En 1928, la película muda Clothes Make the Woman se basó libremente en su historia. En 1953, Marcelle Maurette escribió una obra teatral basada en los libros de Rathlef y Gilliard, llamada Anastasia, que recorrió Europa y América con Viveca Lindfors en el papel protagónico. La obra tuvo tanto éxito, que en 1956, una adaptación al inglés realizada por Guy Bolton fue llevada al cine y denominada también Anastasia, con la participación de Ingrid Bergman en el papel de Anna. La trama gira en torno a un grupo de estafadores que tratan de recaudar dinero entre los emigrantes rusos, pretendiendo que la gran duquesa Anastasia sigue viva. Una adecuadamente amnésica «Anna», es preparada por los estafadores para hacerse pasar por Anastasia. Los orígenes de Anna son desconocidos y durante el curso de la película aparecen sugerencias de que podría ser la verdadera Anastasia que ha perdido la memoria. El espectador es libre de decidir por sí mismo si Anna es realmente Anastasia. Esta película fue lanzada al mismo tiempo que la cinta Is Anna Anderson Anastasia?, protagonizada por Lili Palmer, que cubre en gran parte el mismo terreno, pero el personaje central es, según The Times, «tal vez más perdido, loco y patético, pero también tiene momentos en los que es una mujer de presencia y dignidad». El dramaturgo Royce Ryton escribió acerca de Anna Anderson, I Am Who I Am —Yo soy quién soy—, en 1978. Al igual que las primeras obras, muestra a Anderson como «una persona de valor intrínseco, víctima de la codicia y el temor de los demás», y no trata de decidir su verdadera identidad.
La pieza de ballet del coreógrafo Kenneth Macmillan, Anastasia, utiliza Ich, Anastasia, Erzähle —Yo, Anastasia, una autobiografía— como fuente de inspiración, se presentó por primera vez en 1967 y, según John Percival, crítico de The Times, «es una fantasía dramática sobre Anna Anderson, la mujer que creía ser Anastasia [...] en la memoria o la imaginación, experimenta episodios del pasado de Anastasia [...]. La estructura es una especie de pesadilla con movimientos libres, unidos por la figura central de la heroína, interpretada por Lynn Seymour». Percival opinaba además, que la interpretación de Seymour era «un tenso y atormentado retrato de la desesperada Anna Anderson, extraordinario y realmente impresionante». Anna Anderson también fue utilizada como recurso narrativo en el ballet de 1992 de Youri Vamos, para el Teatro de Basilea, Sleeping Beauty. Last Daughter of the Czar (La bella durmiente - La última hija del Zar), basado en el ballet Sleeping Beauty (La bella durmiente), de Piotr Ilich Chaikovski.
En diciembre de 1986, la NBC presentó una miniserie de ficción en dos partes, titulada Anastasia: The Mystery of Anna (Anastasia: el misterio de Anna), protagonizada por Amy Irving y que le valió una nominación al Globo de Oro. En palabras de Hal Erickson, «Irving interpreta el personaje principal de una mujer del tipo felino, de modo que nunca se sabe si realmente se traga su propia historia o si es simplemente una charlatana inteligente». En 1997, 20th Century Fox produjo una película de fantasía animada llamadatitulada Anastasia, la cual presenta al personaje central, «Anastasia» o «Anya», como la gran duquesa Anastasia, a pesar de que se estrenó después de que las pruebas de ADN demostraron que Anna Anderson no era Anastasia. La película es un espectáculo musical totalmente de ficción y, en palabras de un crítico, «los hechos históricos son tratados con particular desprecio».

## Impacto en la sociedad
La posible supervivencia de Anastasia ha estimulado durante décadas la imaginación de muchas personas y generado interés en un episodio que de otro modo habría sido menos notorio. Por tanto, se estima que sea o no sea Anna Anderson la verdadera Anastasia, su aparición y desarrollo histórico propició y ayudó a un mayor conocimiento y estudio del drama de los Romanov.